# Wielandgasse
Die Wielandgasse befindet sich im 10. Wiener Gemeindebezirk, Favoriten. Sie wurde 1866 (damals noch im 4. Bezirk, Wieden) nach dem deutschen Dichter Christoph Martin Wieland benannt. Seit 1874 gehört sie zum neu gegründeten 10. Bezirk.

## Lage und Charakteristik
Die nur vier Häuserblöcke lange Wielandgasse verläuft im zentralen Teil Favoritens am nördlichen Hang des Wienerberges etwa in Nord-Süd-Richtung von der Gudrunstraße im Norden ansteigend bis zum Reumannplatz im Süden. Östlich der Gasse liegt bei der Kreuzung mit der Erlachgasse auf Länge eines Häuserblocks der Wielandplatz mit der Grünanlage des Wielandparks. Die nur einen Häuserblock östlich der Favoritenstraße liegende, wegen der benachbarten Fußgängerzone lebhafte Wielandgasse wird als Einbahn geführt; der Großteil der Gasse Richtung Norden, der südlichste Häuserblock nach Süden. Auf ihr fahren die Autobuslinie 14A von ihrer Endstation in der Quellenstraße nahe der U-Bahn-Station Reumannplatz nordwärts in Richtung Gudrunstraße und die Linie 68A von der Quellenstraße südwärts zur Endstation an der Seitenfront des Amalienbades. Die Wielandgasse ist dicht mit Wohnhäusern verbaut, die aus dem 20. Jahrhundert stammen.

## Verbauung

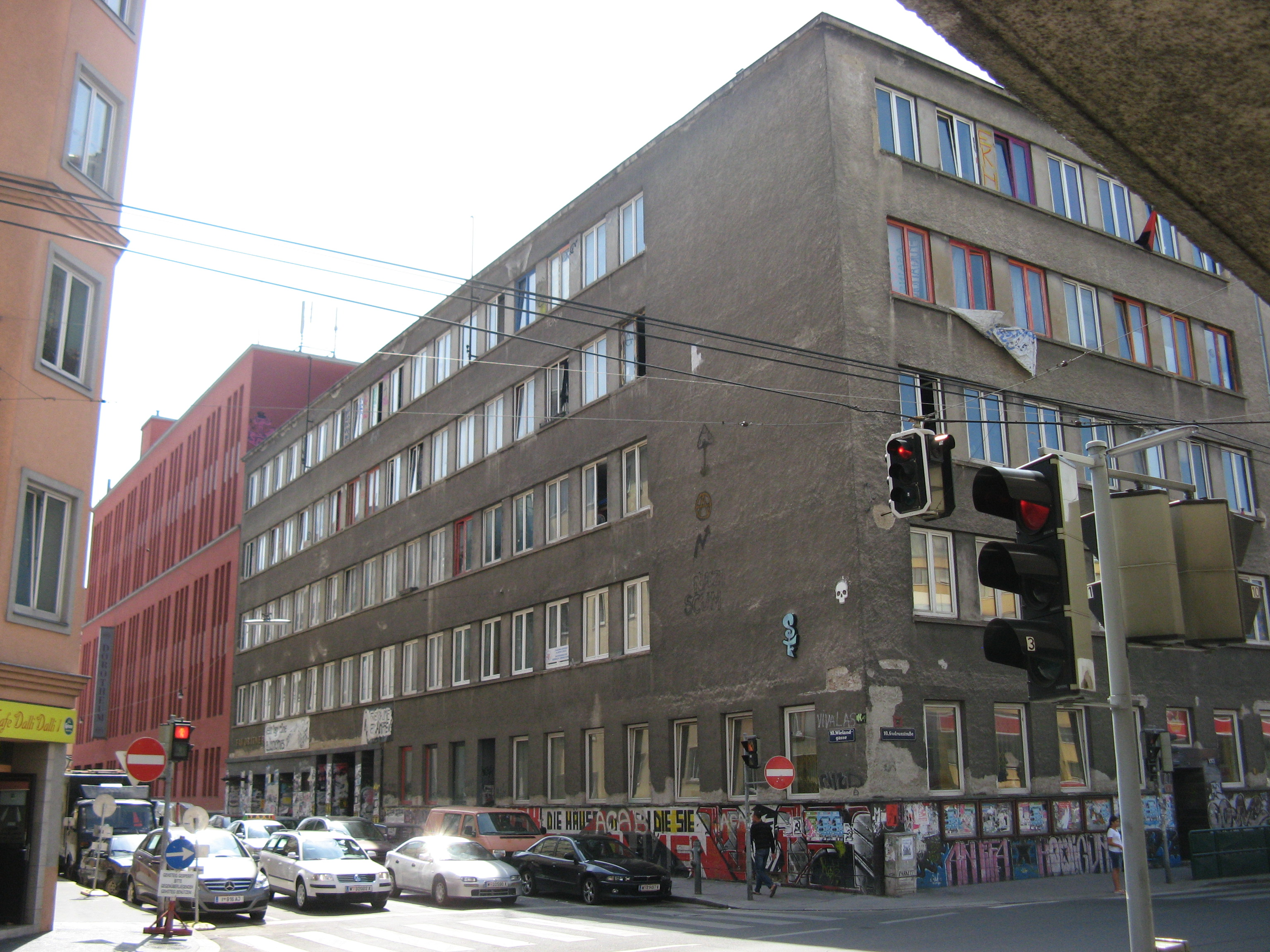
Ernst-Kirchweger-Haus an der Ecke Wielandgasse (links) / Gudrunstraße (rechts); dahinter das Dorotheum

### Nr. 2–4: Ernst-Kirchweger-Haus, ehemalige tschechische Schule
Das sich heute in einem sehr schlechten Erhaltungszustand befindende Gebäude am Beginn der Wielandgasse wurde 1931 von Josef Hofbauer und Wilhelm Baumgarten für den tschechischen Schulverein Komenský errichtet. Die beiden Architekten hatten schon zuvor einige Schulbauten für die tschechische Volksgruppe in Wien erbaut. Das viergeschoßige Gebäude besitzt nur eine sparsame horizontale Gliederung sowie ein klinkerverkleidetes Erdgeschoß und steht damit in einem spannungsreichen Verhältnis zum benachbarten Bauwerk. Nach dem Ende des Zweiten Weltkrieges kam das Gebäude in den Besitz der Kommunistischen Partei Österreichs. Das seit Jahren leer stehende Gebäude wurde 1990 von linken und autonomen Jugendgruppen besetzt und von ihnen Ernst-Kirchweger-Haus genannt. Auch nach dem Verkauf des Hauses durch die KPÖ blieben diese Gruppen am Ort, wobei sie seit 2008 reguläre Mietverträge besitzen. Im Ernst-Kirchweger-Haus finden laufend Veranstaltungen statt. Das Gebäude steht unter Denkmalschutz.

### Nr. 6: Dorotheum
Dieses interessante Bauwerk, das eine Filiale des Dorotheums beherbergt, wurde 1928/29 nach Plänen des Architekten Michael Rosenauer errichtet. Der kubisch-blockhafte Stahlbetonbau mit Hauptfront in der Wielandgasse befindet sich an der Ecke zu Erlachgasse Nr. 90 (Adresse der Dorotheum-Filiale) und ist klar durch schlitzartig eingetiefte Fenstergruppen gegliedert. Im ersten Stock befindet sich ein repräsentativer Versteigerungssaal. 2010 wirkt der Kontrast des vertikal gegliederten Hauses zum benachbarten horizontal gegliederten Ernst-Kirchweger-Haus noch verstärkt, da sich das Dorotheum farbig renoviert, das Ernst-Kirchweger-Haus hingegen schmutziggrau und an der Fassade beschmiert präsentiert.

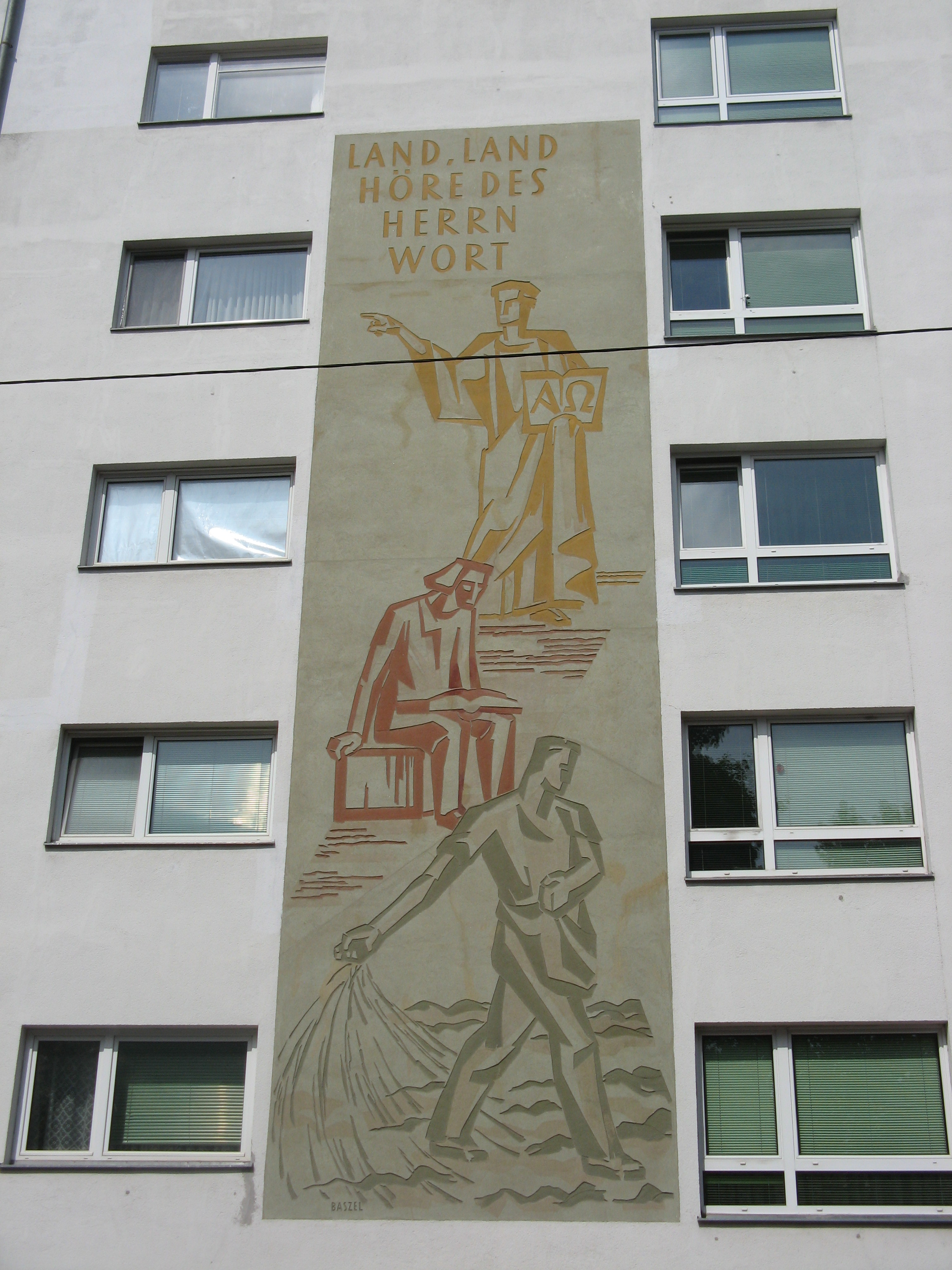
Sgraffito von Günther Baszel an der Fassade der Erlöserkirche

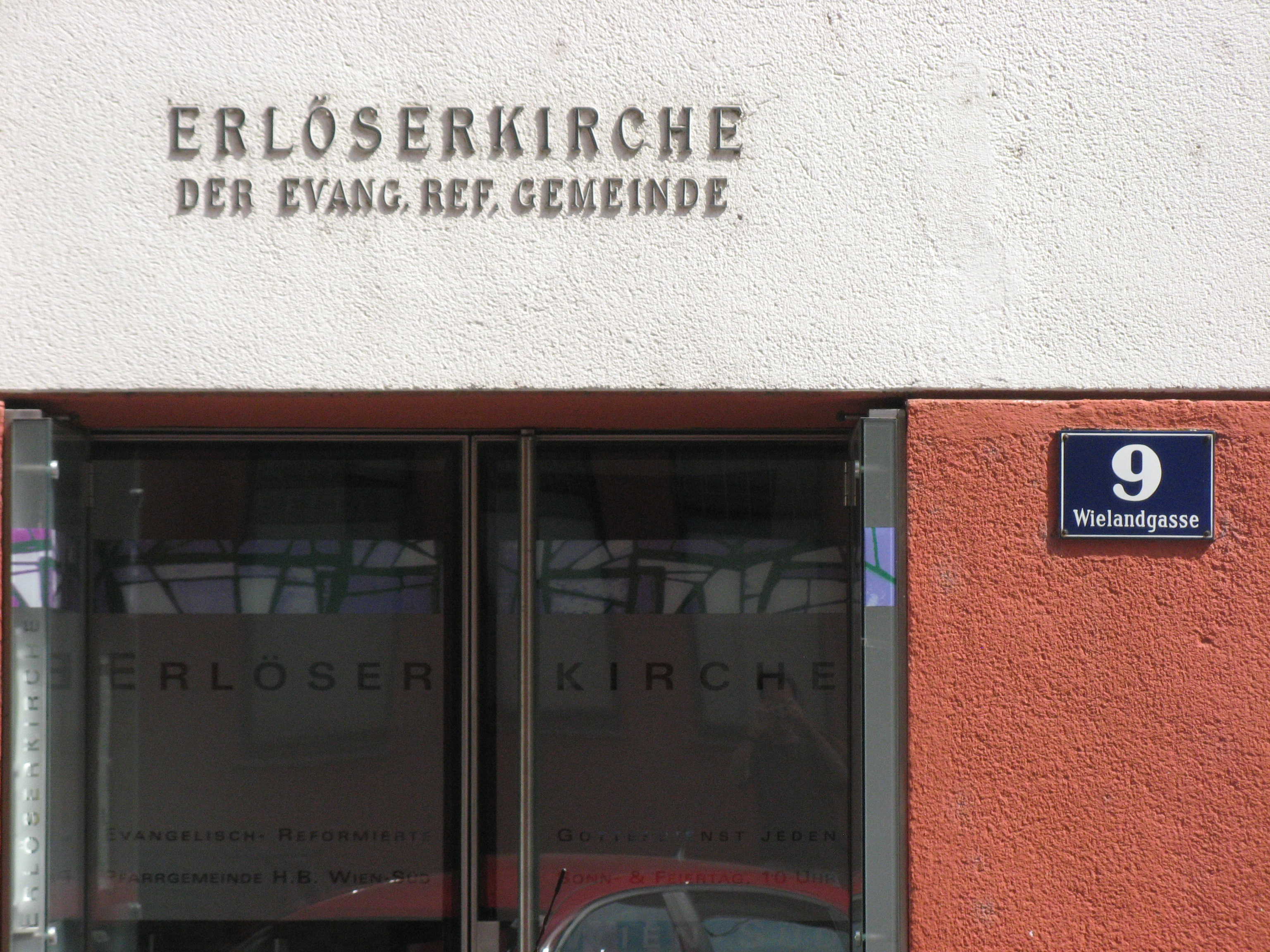
Reformierte Erlöserkirche

### Nr. 9: Erlöserkirche
In einem Wohnhaus aus den Jahren 1954–1956 sind der Kirchenraum, die Gemeinderäume und die Pfarrkanzlei der Evangelisch-Reformierten Gemeinde Wien Süd beheimatet. Die Kirche trägt den Namen Erlöserkirche. An der Fassade zum Wielandplatz befindet sich ein 10 Meter hohes Sgraffito Land, Land höre des Herrn Wort von Günther Baszel.